# 欧州連合基本条約
欧州連合基本条約（おうしゅうれんごうきほんじょうやく、仏: Traités de l'Union européenne 英: Treaties of the European Union）とは、欧州連合の法的根拠となっている加盟国の間で締結されている諸条約のことである。
欧州連合の機関はこれらの条約を根拠として設立されており、また欧州連合の国際機関としての行動や目的についても定められている。また、欧州連合はこれらの基本条約によって授権されており、そのため基本条約で定められた範囲内でしか権限を行使することができない。
欧州連合は1993年発効の「欧州連合条約」(マーストリヒト条約)と、1958年発効の「欧州連合の機能に関する条約」(ローマ条約。旧正式名称「欧州経済共同体設立条約」)という2つの条約を主な根拠としている。
この主要な2つの条約、およびこれらに附属する議定書や宣言は、発効してから少なくとも10年に1度は修正が加えられてきており、直近では2009年発効の「欧州連合条約および欧州共同体設立条約を修正するリスボン条約」（リスボン条約）によって修正されている。

## 内容

### 欧州連合条約
欧州連合条約（Treaty on European Union）は前文と6つの編で構成されている。
第1編 総則
第1条では欧州共同体をもとに欧州連合を設立することと、欧州連合が欧州連合条約と欧州連合の機能に関する条約の法的地位を定めている。第2条では欧州連合が「（仮訳）人間の尊厳、自由、民主主義、平等、法の支配、マイノリティに属する人の権利を含む人権の尊重という価値のうえに成り立つ」ということをうたっている。また、加盟国は「（仮訳）多元主義、無差別、寛容、正義、結束、両性の平等が普及する社会」を共有するということもうたわれている。
第3条では欧州連合の目的を6項にわたって挙げている。第1項では、平和、連合の価値、市民の幸福を発展させることを定めている。第2項は、領域外との境界の管理を実施しつつ域内における異動の自由について述べている。第3項は域内市場を扱っている。第4項はユーロの設置をうたっている。第5条では、欧州連合がその価値を促進させ、貧困の撲滅に努め、人権を遵守し、国際連合憲章を尊重することを規定している。第6項では、欧州連合は基本条約で与えられている権能にかなう「（仮訳）適切な手段」でこれらの目的を追求するとしている。
第4条は加盟国の主権と義務についてうたい、第5条では欧州連合の権能の限界について授権原理、補完性原理、比例性原理を定めている。第6条は欧州連合が欧州連合基本権憲章および人権と基本的自由の保護のための条約に拘束されることを規定している。第7条では加盟国の資格停止について定め、第8条では近隣諸国との密接な関係を築くことをうたっている。
第2編 民主主義についての規定
第9条は市民の平等と欧州連合の市民権を定めている。第10条では、欧州連合が間接民主制において設立されていることをうたい、その決定にあたっては可能な限り市民の密接な参加がなされなければならないということを定めている。また欧州規模の政党や市民の意思の表明についても言及がなされている。市民の意思の表明とはすなわち、直接選挙される欧州議会と、加盟国の議会に対して責任を持つ加盟国政府の代表で構成される理事会および欧州理事会でもってなされる。第11条では、欧州連合の運営の透明性を確保し、広範な協議を行うことを義務付けており、また欧州委員会に対して少なくとも100万人以上の市民による請願で法案作成を請願することについて定めている。第12条は立法手続において加盟国の議会の一定の関与を認めている。
第3編 機関についての規定
第13条は欧州連合の機関について定めている。すなわち、欧州議会、欧州理事会、理事会、欧州委員会、欧州連合司法裁判所、欧州中央銀行、会計監査院についてうたっている。
第14条は欧州議会の活動と選挙について、第15条は欧州理事会とその議長について、第16条は理事会とその形態について、第17条は欧州委員会とその任命について規定している。第18条では欧州連合外務・安全保障政策上級代表を、第19条では司法裁判所をそれぞれ設置することを定めている。
第4編 強化された協力についての規定
第4編は第20条の1か条しかなく、ほかの加盟国が受け入れない特定の分野における統合を、一定の加盟国間で協力して行なうことを認めている。
第5編 連合の対外行動についての一般規定と共通外交・安全保障政策に関する細則
第5編第1章は第21条と第22条の2か条で構成されている。第21条では欧州連合の外交政策の概要を示す原則について定められており、国際連合憲章の遵守と、国際貿易、人道支援、グローバル・ガバナンスの推進が挙げられている。第22条では欧州連合の外交政策の策定についての監督権を、欧州理事会が全会一致によって行使することを定めている。
第2章は2つの節で構成されている。第1節は総則となっており、欧州連合の外交政策についての指針と機能について詳述し、なかでも欧州対外活動局の設置と加盟国の責任について定めている。第42条から第46条で構成される第2節は軍事的協力について扱っている。
 第6編 最終規定
第47条は欧州連合の法人格を定めている。第48条は条約の修正について規定しており、通常の改定と簡易的な改定についての手続を定めている。第49条は欧州連合への加盟申請、第50条は欧州連合からの脱退について定めている。第51条は欧州連合条約と欧州連合の機能に関する条約に附属する議定書について定めており、第52条は本条約が適用される地理的領域を定めている。第53条は条約の無期限性をうたい、第54条では批准について、第55条では条約の正文と翻訳についてそれぞれ定めている。

### 欧州連合の機能に関する条約
欧州連合の機能に関する条約（Treaty on the functioning of the European Union）では欧州連合の役割、政策、活動についての詳細が規定されている。欧州連合の機能に関する条約は7部で構成されている。
第1部 原則
第1条では欧州連合の機能に関する条約の基礎と法的地位を定めている。第2条から第6条までは、それぞれの分野における欧州連合の権能についての概要が示されている。第7条から第14条は社会的理念を、第15条と第16条は文書や会議の公開についてそれぞれ定め、第17条では欧州連合が国内法の下における教会の地位を尊重することをうたっている。
第2部 無差別と連合の市民
第2部は第18条から始まり、同条は基本条約の範囲内において、国籍による差別を禁止している。第19条では、欧州連合は「（仮訳）性別、人種や民族的な出身、宗教や信条、障がい、年齢、性的指向による差別と戦う」とうたわれている。第20条から第24条では欧州連合の市民権について、居住移転の自由、他国からの領事的保護、地方選挙および欧州議会議員選挙での投票と立候補、欧州議会や欧州オンブズマンへの請願についての権利や、欧州連合の機関に対して自身が使用する言語で接触し、回答を得る権利を定めている。第25条は欧州委員会に対して、3年ごとに欧州連合の市民権の状況について報告を欧州議会に提出させることを求めている。
第3部 連合の政策と域内活動
第3部は、域内市場、関税同盟などの商品の自由な移動、農業および漁業、人・サービス・資本の自由な移動、警察や司法協力などの自由・正義・安全についての分野、運輸政策、競争の原理・課税・法の調整、ユーロなどの経済・金融政策、雇用政策、欧州社会基金、教育・職業訓練・青年・スポーツ政策、文化政策、衛星、消費者保護、欧州横断ネットワーク、産業政策、経済・社会・領域の結合、研究・開発（ERA）および宇宙政策、環境政策、エネルギー政策、観光、市民保護、行政協力といった、分野ごとに24の編に分かれている。
第4部 海外領土の連携
第4部では海外領土の連携について定めている。第198条は連携の目的について、附属文書2で列挙されている領土の経済的、社会的開発の推進としている。またそれ以降では関税などの連携の形態について詳述している。
第5部 連合による対外活動
第5部は欧州連合の外交政策について扱っている。第205条では、対外活動は欧州連合条約第5編第1章で定められた原則に従わなければならないことをうたっている。第206条と第207条では欧州連合の対外貿易政策について定めている。第208条から第214条では、第三国との開発と人道支援に関する協力について規定している。第215条では制裁措置について定め、第216条から第219条では第三国との国際条約締結のための手続について規定している。第220条では外務・安全保障政策上級代表と欧州委員会に対してほかの国際機関と適切に協力することを説示し、第221条では欧州連合の代表部の設置について定めている。第222条「結束条項」では、加盟国はテロリストによる攻撃、自然災害、人的災害にさらされている加盟国に対して支援を行なうことを定めている。この条項では軍隊の使用も含められている。
第6部 機関と財務に関する規定
第6部では欧州連合条約における機関に関する規定の詳細を定めている。第288条から第299条では機構に関する詳細にくわえて、EU法や立法手続の形態について定めている。第300条から第309条では経済社会評議会、地域委員会、欧州投資銀行について規定している。第310条から第325条では欧州連合の予算についてうたっている。第326条から第334条は強化された協力についての規定となっている。
第7部 一般・最終規定
第7部は地理的、時間的な適用、機関の所在地、刑事責任の免除、1958年以前または加盟した日以前に署名された条約への影響といった最終的な法的問題について扱っている。

### 議定書、附属文書、宣言
欧州連合条約および欧州連合の機能に関する条約には、37の議定書、2つの附属文書、65の宣言が附属されている。
これらは、正式な法的文書ではないものの、詳細な規定を含んでおり、特に特定の加盟国に対する特別規定がうたわれている。

## 修正と批准
基本条約の修正のための通常の改定手続では、欧州連合のいずれかの機関からの改定提案が欧州理事会に送られることを要する。提案を受けて欧州理事会議長は改定後の条約の起草を行なう加盟国の政府、議会の議員、欧州議会議員、欧州委員会の代表者で構成される協議会を招集するか、改定内容が微細なものである場合には欧州理事会自身において改定後の条約を起草するかのいずれかを行なう。その後協議は政府間で行なわれ、新条約が合意に達すれば各国の首脳らによって署名、国内において批准されることになる。
簡易化された改定手続は、欧州連合の機能に関する条約の第3部にのみ、欧州連合の権限を強化しない範囲で適用されるものであり、これは欧州理事会において合意されれば改定ができるものの、効力を持つには各国の議会における承認を要する。さらに票決手続の変更についての「架け橋」条項がある。一部の政策分野の立法手続では、理事会において全会一致を要し、また欧州議会の関与が最小限に抑えられているものがある。これについては、防衛関係以外のものであれば、欧州理事会が全会一致で合意し、また加盟国の議会の反対がない場合において通常の立法手続に変更することができる。
欧州連合の法的根拠に変更を加えるには、各加盟国における手続にしたがって批准されなければならない。このとき全加盟国の批准を要し、また批准書をイタリア政府に寄託してはじめて新条約が発効することになる。このときアイルランドでは、欧州連合の法的根拠を変更するさいには憲法を改定することを要するため国民投票が実施される。他方でドイツは国民投票の実施が基本法で認められていないため、批准は議会が行なう。
国民投票で条約が市民の賛成を得られなかったという事例がある。アイルランドやデンマークは譲歩案を受けたことで、2度目の国民投票が行なわれたということがある。これに対してフランスやオランダの事例では国民投票を実施した結果、条約発効が断念されたということがあった。ノルウェーは2度にわたって加盟条約を国民投票で否決している。

## 批准された条約
| 署名 発効 条約    | 1948年 ブリュッセル | 1951年 1952年 パリ        | 1954年 1955年 パリ協定    | 1957年 1958年 ローマ      | 1965年 1967年 統合        | 1986年 1987年 単一議定書   | 1992年 1993年 マーストリヒト | 1992年 1993年 マーストリヒト | 1997年 1999年 アムステルダム | 2001年 2003年 ニース | 2001年 2003年 ニース | 2007年 2009年 リスボン |  |  |  |  |  |  |  |  |
|                   |                     |                           |                           |                           |                           |                            |                              |                              |                              |                      |                      |                        |  |  |  |  |  |  |  |  |
| 欧州諸共同体 (EC) | 欧州諸共同体 (EC)   | 欧州連合 (EU) 3つの柱構造 | 欧州連合 (EU) 3つの柱構造 | 欧州連合 (EU) 3つの柱構造 | 欧州連合 (EU) 3つの柱構造 | 欧州連合 (EU) 3つの柱構造  |                              |                              |                              |                      |                      |                        |  |  |  |  |  |  |  |  |
|                   | 欧州原子力共同体    | 欧州原子力共同体          | → I                       |                           |                           |                            | ← I                          |                              |                              |                      |                      |                        |  |  |  |  |  |  |  |  |
|                   |                     |                           | → I                       | 欧州石炭鉄鋼共同体 (ECSC) | 欧州石炭鉄鋼共同体 (ECSC) | 2002年に失効・共同体消滅   | 2002年に失効・共同体消滅     |                              | 欧州連合 (EU)                |                      |                      |                        |  |  |  |  |  |  |  |  |
|                   |                     |                           | → I                       | 欧州経済共同体 (EEC)      | 欧州経済共同体 (EEC)      |                            | ← I                          | 欧州共同体 (EC)              | 欧州共同体 (EC)              |                      |                      |                        |  |  |  |  |  |  |  |  |
|                   |                     |                           | → III                     | 司法・内務 協力           |                           |                            | ← I                          | 欧州共同体 (EC)              | 欧州共同体 (EC)              |                      |                      |                        |  |  |  |  |  |  |  |  |
|                   | 警察・刑事司法協力  | 警察・刑事司法協力        | → III                     | 司法・内務 協力           | ←                         |                            |                              |                              |                              |                      |                      |                        |  |  |  |  |  |  |  |  |
| 欧州政治協力      | →                   | 共通外交・安全保障政策    | 共通外交・安全保障政策    | 共通外交・安全保障政策    | ← II                      |                            |                              |                              |                              |                      |                      |                        |  |  |  |  |  |  |  |  |
| （組織未設立）    | （組織未設立）      | 西欧同盟                  | 西欧同盟                  | 西欧同盟                  | 西欧同盟                  |                            |                              |                              |                              |                      |                      |                        |  |  |  |  |  |  |  |  |
| （組織未設立）    | （組織未設立）      | 西欧同盟                  | 西欧同盟                  | 西欧同盟                  | 西欧同盟                  | （2010年に条約の効力停止） |                              |                              |                              |                      |                      |                        |  |  |  |  |  |  |  |  |
|                   |                     |                           |                           |                           |                           |                            |                              |                              |                              |                      |                      |                        |  |  |  |  |  |  |  |  |

凡例   [設立] - [修正] - [加盟資格]

## 批准されなかった条約

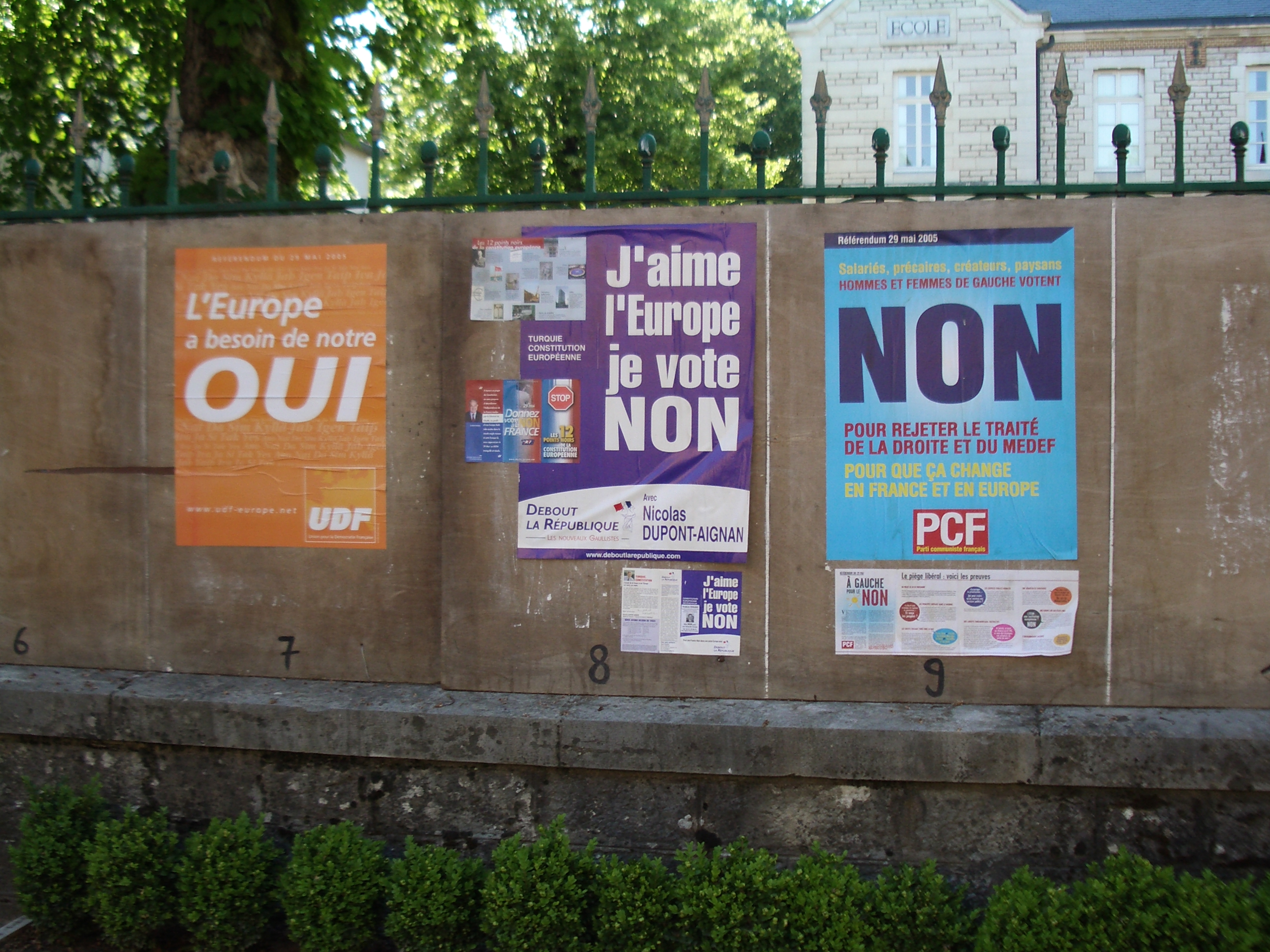
欧州憲法条約は2つの加盟国で否決され、発効に至らなかった

欧州防衛共同体設立条約
欧州石炭鉄鋼共同体の成功から、欧州防衛共同体という形態のヨーロッパ規模での軍事機構の枠組みにおいて西ドイツの再軍備を認める取り組みがなされた。この条約は1952年5月27日に石炭鉄鋼共同体に加盟していた6か国によって署名され、共同総会では新しい軍隊に対する民主的な説明責任を確保するために欧州政治共同体の設立条約の起草に着手していた。ところがこの条約は1954年8月30日にフランスの国民議会が否決したため、発効が断念された。
1973年と1995年のノルウェーの加盟条約
ノルウェーは過去に2度、欧州諸共同体・欧州連合への加盟を目指したが、いずれも国民投票で加盟が否決された。1度目の条約は1972年1月22日にブリュッセルで、2度目は1994年6月24日にケルキラ島で署名されていた。
欧州憲法条約
欧州憲法条約は欧州原子力共同体設立条約以外のすべての基本条約を破棄して1つの文書にまとめることを企図していた条約であった。欧州憲法条約では票決制度、構造の簡素化、外交政策における強化された協力について変更が加えられることになっていた。条約は2004年10月29日にローマで署名され、すべての加盟国によって批准されていれば2006年11月1日に発効するはずであった。ところが2005年5月29日にフランスで、同年6月1日にオランダでそれぞれ実施された国民投票で欧州憲法条約は否決された。この事態を受けて「熟慮期間」が設けられ、「憲法」という形を解体してリスボン条約として再生された。

## 将来の条約

### 議定書
リスボン条約の批准手続を進めていた中で様々な譲歩がなされた結果、加盟国の首脳らは2011年までに署名されると見込まれているクロアチアとアイスランドの加盟条約で多くの議定書を附属させるとした。これらの議定書の内容は、アイルランドの市民とチェコの大統領からの支持を受けるために策定した適用除外規定などとなっている。

### アイルランド
2008年に実施されたアイルランドでの国民投票でリスボン条約の批准が否決されたことを受けて、安全保障や防衛、民族、税制に関して保証がなされ、この結果、2009年に実施された2度目の国民投票で条約批准が可決された。この保証については批准手続のやり直しではなく、次の条約で宣言文を付帯させるという形をとることとなった。

### チェコ
チェコ大統領ヴァーツラフ・クラウスは、第二次世界大戦後にチェコスロバキアから追放されたドイツ系住民によって欧州連合基本権憲章に基づく訴訟が提起されるおそれがあるとして、ポーランドとイギリスに対してなされることになる同憲章の適用除外をチェコにも認めなければ、批准手続を完了させることを拒否するとしていた。またクラウスはアイルランドの承認も批准手続の完了の条件としていた。